# Jumpstyle
Jumpstyle je plesna i elektronička vrsta rave glazbe koja se primjenjuje u Europi, posebno u Nizozemskoj, Belgiji, Njemačkoj i sjevernoj Francuskoj. Ples se također zove "jumpen" (engleska riječ jump + nizozemski i njemački nastavak -en, a znači "skakati" ili "skakanje"). Jumpstyle se također može odnositi na stil glazbe na kojoj se jumpstyle može izvoditi. Jumpstyle je nastao 1997. u Belgiji i Nizozemskoj.

## Ples

### Pokreti
Suvremeni ples povezan s "jumpom" se razvio iz "skiëna" (doslovno, skijanje). Najpopularniji je nastup više od jedne osobe. Noge su najvažniji dijelovi tijela u jumpstyleu. Izvodi se nizovima zamahivanja nogama unaprijed i unazad na ritam glazbe. Najjednostavniji oblik jumpstylea (Oldschool jump) može se izvoditi ovim redoslijedom:
- Ples se može započeti s dva manja skoka koji se podudaraju s taktovima ili gaženjem lijevom nogom dva puta, u ritmu.
- Plesač zamahuje svoju desnu nogu unaprijed dva puta. Njegova stopala će biti na visini njegovog koljena.
- Plesač diže svoju lijevu nogu.
- Zatim će plesač zamahnuti svojom lijevom nogom unatrag. Slično kao izvorni korak, stopalo će biti na razini koljena.
- Lijeva noga se stavlja na tlo, ispred desne noge.
- Onda plesač zamahuje svoju desnu nogu unatrag na razini koljena, kako bi se pripremio za početni prvi korak.
- Plesač će ponavljati ove korake.

Teži koraci uključuju one s okretima, savijanjima i tako dalje. Jumpstyle pokreti se razlikuju i ples je sam po sebi općenito improviziran uz pomoć korištenja naučenih pokreta. Drugi potezi uključuju "hi-tic", što je ravno skoku u zrak, gdje se pete susreću tijekom skoka.

### Načini plesanja
Više varijanti plesanja od dvije vrste plesne glazbe: jumpstylea (140-145 bpm) i hardstylea (150 bpm):
- Oldskool (oldschool) jump
- TekStyle/StarStyle
- Hardjump
- Freestyle
- Duojump

## Vrsta glazbe
Glazba koja prati jumpstyle je potomak happy hardcorea i gabbera. Njen tempo je obično između 140 i 150 BPM-a. Međutim, ne može se smatrati samo usporenom inačicom gabbera. Nju odlikuje 909 kick drum koji se koristi u four-on-the-floor dobi. Također ima utjecaja iz hard housea. Krajem 2004., jump scena se smanjila u Nizozemskoj. Zbog toga što se je hardstyle snažno popularizirao u Nizozemskoj, jump se preimenovao u jumpstyle. Prvih godina, jumpstyle je bio jedino poznat na području Beneluxa, ali se kasnije proširio i u druge zemlje uključujući Francusku i Njemačku. Bez obzira na to što je jumpstyle manje popularan, još uvijek postoje neke radio postaje koje emitiraju jumpstyle u svom tradicionalnom obliku. Najstariji jumpstyle radio JumpStation.FM osnovan je 2005. koji i danas djeluje. Captain Ahab je prva američka jumpstyle skupina koja pokušava popularizirati jumpstyle među američkim slušateljstvom. Poznata njemačka skupina Scooter dovela je jumpstyle u "mainstream" s njihovim u potpunosti jumpstyle albumom Jumping All Over The World.